# マルセラン・ベルテロ
マルセラン・ベルテロ（Marcellin Pierre Eugene Berthelot, 1827年10月25日 - 1907年3月18日）はフランスの化学者である。有機化合物の合成、反応速度、熱化学の分野に業績を残した。科学史家でもあった。

## 経歴
医師の子としてパリに生まれた。アンリ四世中学から高校をおえて、プルーズ研究所（laboratoire de Pelouze）で実験の手伝いをした。1851年、コレージュ・ド・フランスで化学者アントワーヌ・バラール (fr:Antoine Jérôme Balard) の助手となった。グリセリンと酸との化合物についての学位論文で名声を博し、理学博士を授けられた。1859年に薬学専門学校の有機化学の教授、1865年にはコレージュ・ド・フランスで有機化学の教授に就任した。さらに1873年には科学アカデミー会員、ついでルイ・パストゥールの後に、科学アカデミーの幹事となった。
政治家としては共和党に席を置き、1876年には高等教育総監、1895年からはレオン・ブルジョワ内閣において外務大臣を務めた。
多くの有機化合物の合成に成功し、可逆反応と化学平衡の現象を系統的に研究し多くの化学の著書を残した。1900年コプリ・メダル受賞。

## 業績年表
1860年：アセチレンを再発見し命名した。

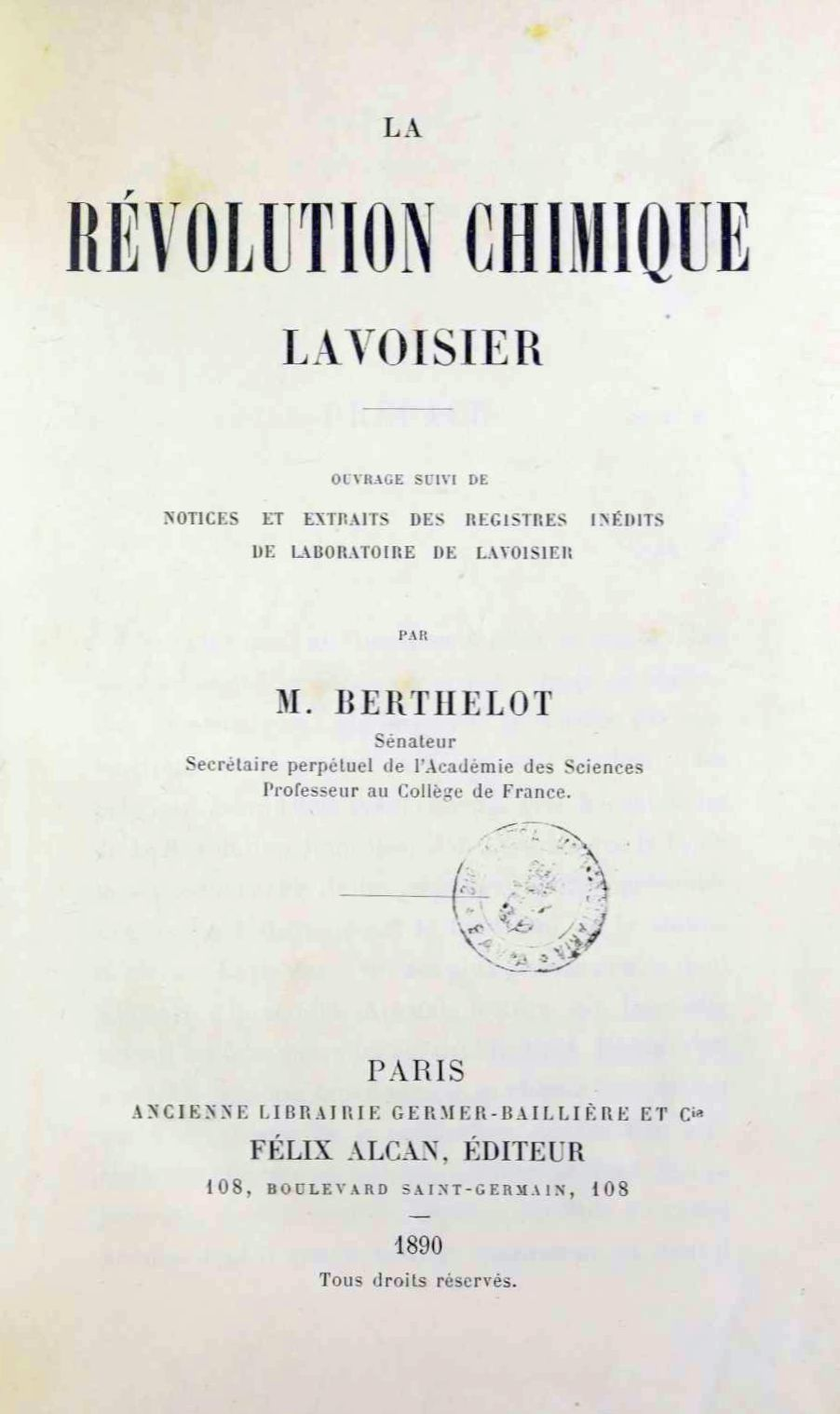
La Révolution chimique, 1890

## 研究書・参考文献
- Ernest Renan, Souvenirs d'enfance et de jeunesse, rééd. Paris, Calmann-Lévy, 1966, pp. 182-185.
- Émile Jungfleisch, « Notice sur la vie et les travaux de Marcelin Berthelot », Bull. Soc. Chim. Fr., 4e série, vol. 13, 1913 (ISSN 0150-9888)
- Léon Velluz, Vie de Berthelot, Plon, 1964.
- Reino Virtanen, Marcelin Berthelot : A study of a scientist's public role, University of Nebraska Studies, 1965
- Jean Jacques, Berthelot 1827-1907, autopsie d'un mythe, Paris, Belin, 1987
- Daniel Langlois-Berthelot, Marcelin Berthelot : Un savant engagé, Paris, J.-C. Lattés, 2000.